# The Essential Alice in Chains
«The Essential Alice in Chains» — двухдисковой сборник американской гранж-группы Alice in Chains выпущенный 5 сентября 2006 года на лейбле Columbia Records. Сборник является четвёртым и последним на данный момент в творчестве группы. Он состоит из двадцати восьми песен, размещенных на двух компакт-дисках. Компиляция получила положительные отзывы. Критики отметили в качестве главного преимущества сборника — гораздо больший выбор песен по сравнению с предыдущей компиляцией группы — Greatest Hits (2001).
The Essential Alice in Chains также был выпущен в расширенных изданиях, дополненных DVD с псевдодокументальным фильмом The Nona Tapes (1995). В 2010 году сборник был переиздан, и единственным изменением стала новая обложка.

## Об альбоме
Сборник является четвёртым — после Nothing Safe: Best of the Box (1999), Music Bank (1999) и Greatest Hits (2001) — а также последним на сегодняшний день компиляционным альбомом в дискографии группы. Он состоит из величайших хитов группы и включает почти все синглы (кроме «Down in a Hole» и «Fear the Voices»). В сборник вошли две песни в ремикшированных версиях саундтрека к фильму «Последний киногерой» («What the Hell Have I» и «A Little Bitter») и две композиции с концерта MTV Unplugged («Nutshell», «Over Now»), запись которых была выпущена в июле 1996 года на альбоме MTV Unplugged. Это первый релиз группы после смерти вокалиста Лейна Стейли в 2002 году.

## Отзывы
| Оценки критиков               | Оценки критиков |
| Источник                      | Оценка          |
| ----------------------------- | --------------- |
| AllMusic                      | [ 12 ]          |
| Encyclopedia of Popular Music | [ 13 ]          |
| Kerrang!                      | [ 14 ]          |
| PopMatters                    | [ 11 ]          |

Стивен Томас Эрлевайн из AllMusic отметил, что «этот диск может показаться слишком длинным для тех слушателей, которым нужны только гранжевые песни AIC — и наоборот, есть несколько песен, которые могут быть пропущены фанатами, — тем не менее, это лучшая компиляция Alice in Chains, а также эффективное резюме и введение в их слишком короткую и сложную карьеру».
Эндрю Гилстрап из онлайн-журнала PopMatters считает, что «The Essential Alice in Chains на протяжении двух дисков проделал достойную работу и собрал все лучшие моменты группы». «Диск 2 немного слабее, хотя бы потому, что хронологический подход комплекта освещает снижение концентрации и продуктивности группы». «Хотя его трудно назвать хронологическим, один из самых сильных треков группы „Would?“ завершает диск. Умный ход. Это в последний раз напоминает слушателю о силе, которую Alice in Chains были способны использовать» — отметил Гилстрап.

## Список композиций

### Диск 1
| №                   | Название                                 | Автор(ы)                     | Длительность |
| ------------------- | ---------------------------------------- | ---------------------------- | ------------ |
| 1.                  | «We Die Young» (из альбома Facelift)     | Кантрелл                     | 2:33         |
| 2.                  | «Man in the Box» (из альбома Facelift)   | Стейли                       | 4:47         |
| 3.                  | «Sea of Sorrow» (из альбома Facelift)    | Кантрелл                     | 5:51         |
| 4.                  | «Love, Hate, Love» (из альбома Facelift) | Стейли                       | 6:29         |
| 5.                  | «Am I Inside» (из альбома Sap)           | Кантрелл, Стейли             | 5:09         |
| 6.                  | «Brother» (из альбома Sap)               | Кантрелл                     | 4:29         |
| 7.                  | «Got Me Wrong» (из альбома Sap)          | Кантрелл                     | 4:12         |
| 8.                  | «Right Turn» (из альбома Sap)            | Кантрелл                     | 3:15         |
| 9.                  | «Rain When I Die» (из альбома Dirt)      | Кантрелл, Стейли,Кинни,Старр | 6:03         |
| 10.                 | «Them Bones» (из альбома Dirt)           | Кантрелл                     | 2:31         |
| 11.                 | «Angry Chair» (из альбома Dirt)          | Стейли                       | 4:49         |
| 12.                 | «Dam That River» (из альбома Dirt)       | Кантрелл                     | 3:31         |
| 13.                 | «Dirt» (из альбома Dirt)                 | Кантрелл, Стейли             | 5:17         |
| 14.                 | «God Smack» (из альбома Dirt)            | Стейли, Кантрелл             | 3:51         |
| 15.                 | «Hate to Feel» (из альбома Dirt)         | Стейли                       | 5:17         |
| 16.                 | «Rooster» (из альбома Dirt)              | Кантрелл                     | 6:15         |
| Общая длительность: | Общая длительность:                      | Общая длительность:          | 1:14:39      |

### Диск 2
| №                   | Название                                                    | Автор(ы)                       | Длительность |
| ------------------- | ----------------------------------------------------------- | ------------------------------ | ------------ |
| 1.                  | «No Excuses» (из мини-альбома Jar of Flies)                 | Кантрелл                       | 4:16         |
| 2.                  | «I Stay Away» (из мини-альбома Jar of Flies)                | Кантрелл, Стейли,Айнез         | 4:14         |
| 3.                  | «What the Hell Have I» (ремикс, из альбома Music Bank)      | Кантрелл                       | 3:54         |
| 4.                  | «A Little Bitter» (ремикс, из альбома Music Bank)           | Кантрелл, Стейли               | 3:48         |
| 5.                  | «Grind» (из альбома Alice in Chains)                        | Кантрелл                       | 4:46         |
| 6.                  | «Heaven Beside You» (из альбома Alice in Chains)            | Кантрелл, Айнез                | 5:30         |
| 7.                  | «Again» (из альбома Alice in Chains)                        | Стейли, Кантрелл               | 4:05         |
| 8.                  | «Over Now» (из MTV Unplugged (альбом Alice in Chains))      | Кантрелл, Кинни                | 5:57         |
| 9.                  | «Got Me Wrong» (из MTV Unplugged (альбом Alice in Chains))  | Кантрелл                       | 4:24         |
| 10.                 | «Nutshell» (из MTV Unplugged (альбом Alice in Chains))      | Кантрелл, Стейли, Кинни, Айнез | 4:32         |
| 11.                 | «Get Born Again» (из альбома Nothing Safe: Best of the Box) | Кантрелл, Стейли               | 5:25         |
| 12.                 | «Died» (из альбома Music Bank)                              | Кантрелл, Стейли               | 5:58         |
| 13.                 | «Would?» (из альбома Dirt)                                  | Кантрелл                       | 3:28         |
| Общая длительность: | Общая длительность:                                         | Общая длительность:            | 57:32        |

## Участники записи
| Alice in Chains - Лейн Стейли — вокал, бэк-вокал в «Heaven Beside You», «Grind» и «Over Now» и ритм-гитара на «Angry Chair» и «Hate to Feel» - Джерри Кантрелл — соло-гитара, бэк-вокал и вокал - Шон Кинни — барабаны, дополнительный бэк-вокал (треки 1-4) фортепиано (3), бубен (8) на диске 1 - Майк Старр — бас-гитара (диск 1 и «Would?»), бэк-вокал (в титрах только на треках 1-4) - Майк Айнез — бас-гитара, (диск 2, кроме «Would?»), дополнительный бэк-вокал (треки 1-4, 10,11), гитара (треки 1-7, 10-11) Приглашённые музыканты - Марк Арм — вокал на «Right Turn» - Крис Корнелл — вокал на «Right Turn» - Энн Уилсон — вокал, бэк-вокал (диск 1, треки 5-6) - Джастин Фой — виолончель на «I Stay Away» - Эйприл Азевес — альт на «I Stay Away» - Мэтью Вас — скрипка на «I Stay Away» - Ребекка Клемонс-Смит — скрипка на «I Stay Away» - Скотт Олсон — акустическая гитара на «Nutshell» и «Over Now» | Производство - Джефф Мэджид, Питер Флетчер — исполнительные продюсеры - Стивен Маркуссен — мастеринг - Джон Джексон — режиссёр-постановщик Графический дизайн - Тоби Боб Джонс— арт-директор - Дэнни Клинч , Фрэнк Форчино, Джей Блейксберг, Джон Аташян, Карен Мейсон Блэр, Карен Московиц, Марти Темме, Рокки Шенк , SIN / Corbis, Стив Эйхнер — фото - Стеффан Чирази — примечание к буклету Управление - Сьюзан Сильвер — менеджмент |

## Примечание
1. ↑  Alice In Chains: 'Essential' Collection To Finally See Light Of Day -… archive.is (24 мая 2020). Дата обращения: 28 декабря 2021. Архивировано 24 мая 2020 года.
2. ↑  Alice In Chains - The Essential Alice In Chains review (англ.). Metal Storm. Дата обращения: 28 декабря 2021. Архивировано 28 декабря 2021 года.
3. ↑  Ground Control - Alice In Chains Discography Part Two - [Discography]. web.archive.org (20 января 2015). Дата обращения: 4 января 2022. Архивировано из оригинала 20 января 2015 года.
4. ↑  Alice In Chains – The Essential Alice In Chains (2010, CD). Дата обращения: 28 декабря 2021. Архивировано 28 декабря 2021 года.
5. ↑  Alice In Chains - Nothing Safe: The Best Of The Box. Discogs. Дата обращения: 29 декабря 2021. Архивировано 30 декабря 2021 года.
6. ↑  Alice In Chains - Music Bank. Discogs. Дата обращения: 29 декабря 2021. Архивировано 10 декабря 2021 года.
7. ↑  The Essential Alice in Chains - Alice in Chains | Songs, Reviews, Cre… archive.is (21 июля 2016). Дата обращения: 28 декабря 2021. Архивировано 21 июля 2016 года.
8. ↑  Alice In Chains - Greatest Hits. Discogs. Дата обращения: 29 декабря 2021. Архивировано 31 декабря 2021 года.
9. ↑  Alice In Chains - The Essential Alice In Chains. Discogs. Дата обращения: 28 декабря 2021. Архивировано 28 декабря 2021 года.
10. ↑  De Sola, 2010, p. 189—193.
11. 1 2 3  Alice in Chains: The Essential Alice in Chains | PopMatters. archive.is (27 апреля 2013). Дата обращения: 30 декабря 2021. Архивировано 27 апреля 2013 года.
12. 1 2  Stephen Thomas Erlewine. The Essential Alice in Chains Review. Allmusic. Дата обращения: 30 декабря 2021. Архивировано 30 декабря 2021 года.
13. ↑  Colin Larkin. Encyclopedia of Popular Music. (англ.) // Omnibus Press. — 2011. — ISSN 978-0-85712-595-8.
14. ↑  Caren Gibson. Into the Flood Again (англ.) // Kerrang!. — 2006. — ISSN 0262-6624.